# Sylogizm prawniczy
Sylogizm prawniczy (sylogizm prawny) – obok analogii, modelu argumentacyjnego i ważenia zasad, jest jedną z metod stosowania prawa. Czasem nazywa się go również dedukcją prawniczą, co ma nawiązywać do znanej w logice metody dedukcji (wnioskowania, w którym prawdziwość konkluzji zależy a zarazem i gwarantowana jest prawdziwością jego przesłanek).
W sylogizmie prawniczym przesłankę większą stanowi ogólna norma prawna (norma generalno-abstrakcyjna), przesłankę mniejszą stan faktyczny, którego skutki prawne chcemy ustalić, a wniosek (konkluzję) skutki prawne, jakie należy przypisać na podstawie tej normy temu stanowi.
Proces podciągania konkretnego stanu faktycznego pod ogólną normę nazywany jest tu subsumpcją; przy czym – z powodu właściwości języka prawnego oraz pragmatycznego i normatywnego aspektu prawa – nie jest on procesem „czysto logicznym”, lecz warunkowanym subiektywną oceną i przymiotami osoby, jaka go dokonuje.